# Xizicus dao
Xizicus dao är en insektsart som beskrevs av Andrej Vasiljevitj Gorochov 1998. Xizicus dao ingår i släktet Xizicus och familjen vårtbitare. Inga underarter finns listade i Catalogue of Life.